# テレ玉イブニングNEWS
『EveningNews』（イブニングニュース）は、テレビ埼玉（TVS）で、2009年3月30日から2018年3月30日まで生放送されていた平日夕方の報道番組である。

## 概要
「テレ玉ニュース」の平日夕方版で、関東地方の独立UHF局の中では唯一、平日17時台に夕方ニュース枠を放送している番組である。
年末年始（原則として12月29日 - 翌年1月3日）の放送は休止となり、週末と同様「テレ玉NEWS&WEATHER」として17:50 - 18:00に放送されている。(通常のイブニングNEWSと同じで17:45 - 18:00になることもある)なお2012年度（2012年12月31日 - 2013年1月4日）に関しては、例年通り「テレ玉NEWS&WEATHER」として放送されていたが、同局の電子番組表（EPG）では当番組のタイトルである「テレ玉イブニングNEWS」と表記されていた。
これまで情報番組（現・マチコミ）の1コーナーとして内包されていたテレビ埼玉の平日・夕方ニュース枠を、2009年4月改編よりコーナーを独立化させて開始したのが当番組である。当番組開始に伴い、放送中の「ごごたま」は一度番組を中断、首都圏トライアングルとしてテレビ神奈川や千葉テレビ放送（CTC）でもネットされている第1部（16:30 - 17:00）と、これまで通りテレビ埼玉のみ放送される第2部（17:15 - 18:00）の2部構成となった（現在、再び1部構成に戻っている）。
内包当時に引き続いて一部のニュース素材に限り、モバイルで動画配信が行われている。アスペクト比は16:9であるため、レターボックスという形で配信されている。当初は同局の公式ホームページ内でも配信されていたが、2010年頃に中止されている。
2010年3月29日より、放送時間を45分繰り下げて17:45 - 18:00に変更となった。また2011年4月1日より、一部を除くニューステロップと株価・為替画面が一新された。
2011年11月3日は「浦和レッズスーパーマッチ・浦和レッズ×ジュビロ磐田」（17:00 - 19:00）放送のため、当番組は休止となった。代替として前半終了後（17:51頃～17:54頃）にニュースが挿入された（県内ニュースのみで、共同ニュースヘッドラインおよび天気予報は放送なし）が、テロップは当番組のものが使用された。
2015年4月6日よりごごたまの放送枠が18:00まで拡大するのに伴い、同番組内に内包される形で17:00から約10分間放送される。タイトルも「EveningNews」に変更。なお、2016年4月4日よりごごたまが「マチコミ」にリニューアルされたため、現在は「マチコミ」内での放送となっている。
2018年3月30日をもって当番組は終了し、同年4月2日から「マチコミ」に内包されていた当番組を独立させ、17:45 - 18:00（同年10月1日より18:15に拡大）に『ニュース545』が放送される。

## 出演者
出演者は全てテレビ埼玉アナウンサーである。
|                         | 月曜日     | 火曜日     | 水曜日     | 木曜日     | 金曜日     |
| ----------------------- | ---------- | ---------- | ---------- | ---------- | ---------- |
| 2009.03.30 - 2010.03.26 | 福原奈見   | 福原奈見   | 小田正実   | 小田正実   | 小田正実   |
| 2010.03.29 - 2011.03.31 | 田所由妃   | 田所由妃   | 小田正実   | 小田正実   | 小田正実   |
| 2011.04.01 - 2012.03.30 | 田所由妃   | 田所由妃   | 小室早弥香 | 小室早弥香 | 小室早弥香 |
| 2012.04.02 - 2013.03.29 | 梅中悠介   | 梅中悠介   | 梅中悠介   | 梅中悠介   | 梅中悠介   |
| 2013.04.01 - 2014.03    | 波多江良一 | 小室早弥香 | 小室早弥香 | 二階堂絵美 | 波多江良一 |
| 2015.04 - 2015.05       | 二階堂絵美 | 早川茉希   | 早川茉希   | 中島そよか | 波多江良一 |
| 2015.06 - 2016.04.01    | 早川茉希   | 早川茉希   | 二階堂絵美 | 中島そよか | 波多江良一 |
| 2016.04.04 - 2017.03.31 | 早川茉希   | 早川茉希   | 中島そよか | 中島そよか | 早川茉希   |
| 2017.04.03 - 2018.03.30 | 早川茉希   | 荒木優里   | 早川茉希   | 早川茉希   | 野牛あかね |

## 放送時間
- 2009.03.30 - 2010.03.26　17:00 - 17:15
- 2010.03.29 - 2015.04.03　17:45 - 18:00
- 2015.04.06 - 2018.03.30　17:00から約10分間

## タイムテーブル
2015年3月まで。生放送のため、時間に多少の変更がある。
- 17:45　オープニング・テレ玉ニュース
- 17:52　CM
- 17:53　共同通信ヘッドラインニュース
- 17:54　株価と為替
- 17:55　CM
- 17:56　天気予報

このあと（通常は18:30より）「TVSライオンズアワー」が放送される場合、西武ドームからリポートをここで挿入（2012年まで）。現在は「ニュース930」の特集コーナーの内容を告知。
- 17:57　エンディング
- 17:58　ステーションブレイク

ごごたまに内包された2015年4月6日以降は県内ニュースのみ、途中にCMを1回挟む。「TVSライオンズアワー」放送日は、天気予報終了後に西武ドームからリポート（当日の出演者で、予め収録したもの）を流す。

## 年末年始
2019年度の年末年始、休止となった『ニュース545』の代替番組として10分間のミニニュースを放送。約1年10ヶ月ぶりに『Evening NEWS』として放送された。

### 出演者と放送時間

#### 2019年度
| 日付 | 放送時間           | キャスター |
| --- | ------------------ | ---------- |
| 12月26日 | 平日 17:50 - 18:00 | 塩原桜     |
| 12月27日 | 平日 17:50 - 18:00 | 落合由佳   |
| 12月30日 | 平日 17:50 - 18:00 | 塩原桜     |
| 12月31日 | 平日 17:50 - 18:00 | 山崎彩紗   |
| 1月1日 | 平日 17:50 - 18:00 | 山崎彩紗   |
| 1月2日 | 平日 17:50 - 18:00 | 落合由佳   |
| 1月3日 | 平日 17:50 - 18:00 | 平川沙英   |
| 1月6日 | 平日 17:50 - 18:00 | 荒木優里   |
| 1月7日 | 平日 17:50 - 18:00 | 荒木優里   |
| 1月8日 | 平日 17:50 - 18:00 | 荒木優里   |
| 備考 - 1 週末は『ウィークエンドニュース サタデー』『ウィークエンドニュース サンデー』（いずれも17:45 - 17:55）として放送されている。 |                    |            |

### 歴代エンディングテーマ
いずれも『ニュース930』『ニュース930 plus』で使用されている。
- 2019.12.26 - 12.31 木村結香「月と光」
- 2020.1.1 - 1.8 RAMMELLS「Overdrive」